# 6676 Моне
6676 Моне (6676 Monet) — астероїд головного поясу, відкритий 29 вересня 1973 року.
Тіссеранів параметр щодо Юпітера — 3,187.